# Ранда Кассіс
Ранда Кассіс (араб. رندة قسيس) — франко-сирійський політик та провідна світська фігура сирійської опозиції. Вона є президентом Астанської платформи сирійської опозиції та засновницею Руху плюралістичного товариства.

## Біографія
Вона була членом Сирійської національної ради до серпня 2012 року. Ранда Кассіс — колишній президент Коаліції світських та демократичних сирійців та член Сирійської національної ради. Коаліція світських та демократичних сирійців, ядро світської та демократичної сирійської опозиції, була створена об'єднанням з десяток мусульманських, християнських, арабських та курдських партій, які закликали меншини в Сирії підтримати боротьбу з урядом Башара Аль-Асад.
Кассіс більше не є членом Сирійської національної ради, оскільки її виключили через численні заяви, що попереджали сирійську опозицію про піднесення мусульманських фундаменталістів.
Кассіс також є антропологом і журналістом. Вона також опублікувала книгу "Скрипти богів", яка є книгою про релігії, їх походження та способи функціонування. З початку Громадянської війни в Сирії 15 березня 2011 року вона стала провідним коментатором Сирійського конфлікту та широких складностей Арабської весни та майбутнього регіону Близького Сходу.
Ранда Кассіс ініціювала платформу Астани в 2015 році після її прохання до президента Казахстану сформувати платформу, яка могла б зібрати поміркованих сирійських опонентів. Модератором першого туру платформи в Астані був посол Казахстану Багдад Амрєєв, а вступним засіданням керував міністр закордонних справ Казахстану Ерланд Ідрісов. Модератором другого туру був Фаб'єн Бассарт, президент Центру політичних та закордонних справ.
Ранда Кассіс брала участь у Женевських мирних переговорах 2016 року під знаменами московсько-астанських груп. Вона є співголовою з Кадрі Джаміль із сирійської делегації світської та демократичної опозиції. Інші члени опозиції її критикують за її прихильність політичному переходу у співпраці з режимом Башара Асада та підтримку російського втручання у громадянську війну.
30 січня 2018 року Ранда Кассіс разом з іншими членами платформи Астани взяла участь у Сирійському національному конгресі як президент платформи Астани Кассіс наголосила на важливості створення конституційного комітету з метою сприяння мирному процесу в Сирії, який згодом погодилися створити трійка ООН та Астани — Росія, Іран та Туреччина.